# نقد رقص
نقد رقص عمل تولید یک نوشته یا بررسی گفتاری یک اجرای رقص است (اغلب شامل باله، رقص مدرنو یا رقص معاصر). این واژه نیز ممکن است اشاره به خود گزارش نیز داشته باشد. مانند انواع دیگر نقد، منتقد رقص نیز ممکن است زبان حرفه‌ای را به کار ببندد یا نظر کلی خود شخص منتقد را منعکس کند.
روزنامهٔ بزرگ به گونه ای هنر را پوشش می‌دهند و نقد رقص نیز ممکن است شامل آن شود. نقد رقص از طریق دیگر رسانه‌ها نیز، مانند انتشار برخط، در دسترس باشد مانند وبلاگ‌ها، وبسایت‌ها و ویدئوها.

## برای مطالعهٔ بیشتر
- Robert Gottlieb (2008), Reading Dance, A gathering of memoirs, reportage, criticism, profiles, interviews, and some uncategorizable extras, Pantheon, شابک ‎۹۷۸-۰-۳۷۵-۴۲۱۲۲-۸